# Doortrekker

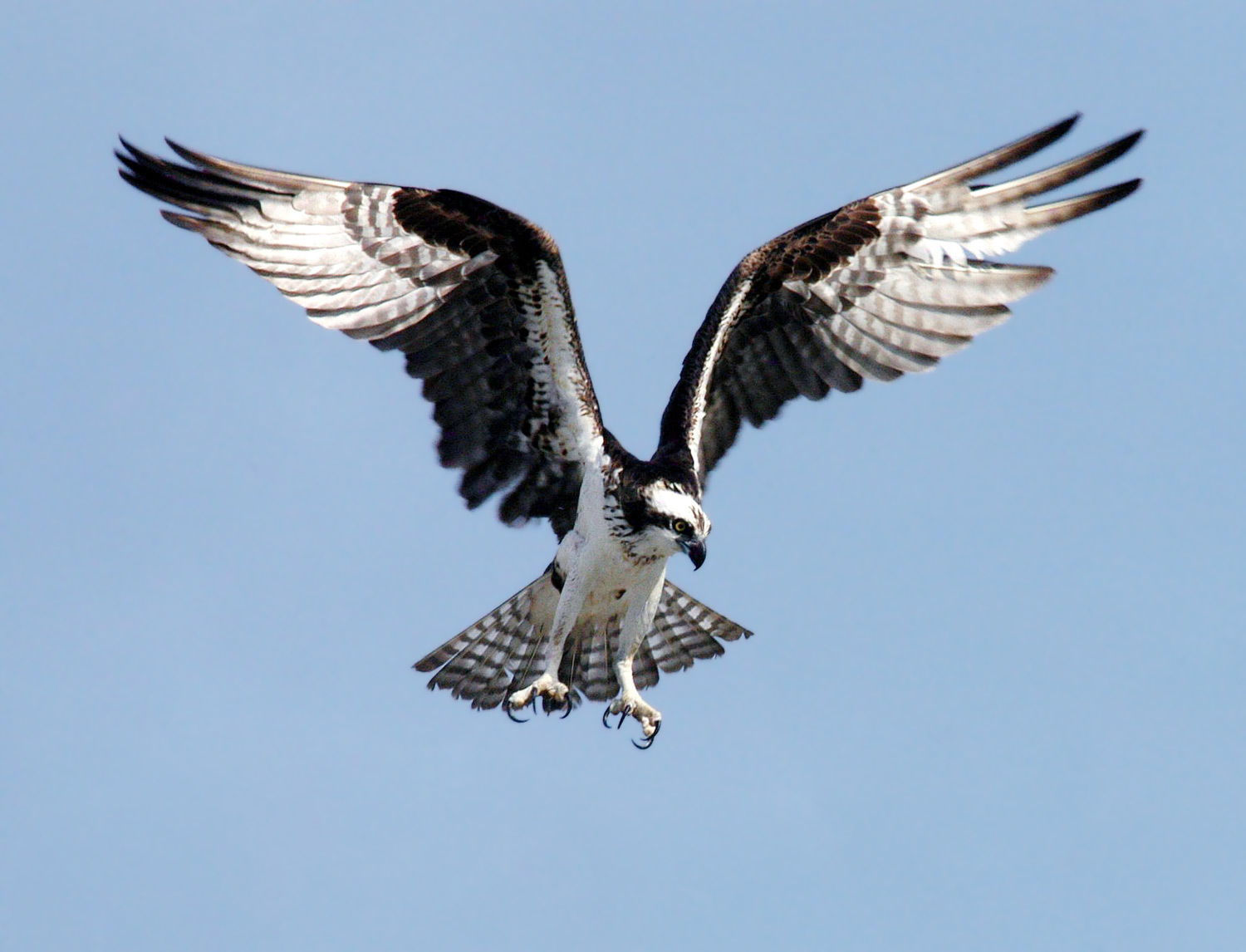
Visarend

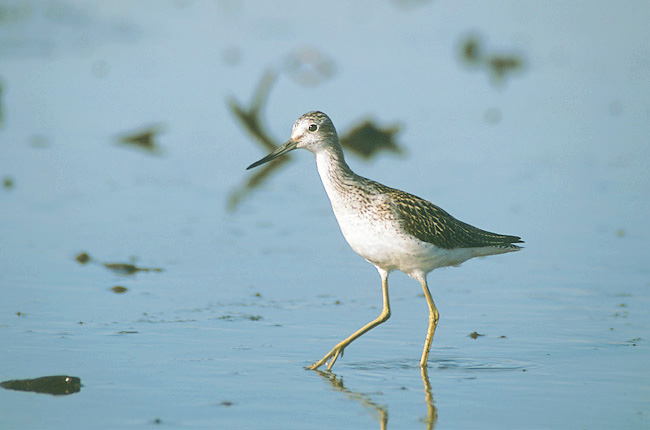
Groenpootruiter

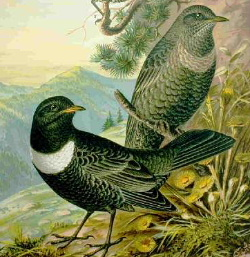
Beflijster

Doortrekkers zijn dieren die tijdens hun seizoenstrek een gebied passeren zonder daar langere tijd te blijven. Ook vleermuizen en trekvlinders migreren. De term wordt zelden gebruikt voor zeedieren, hoewel die ook in grote stromen migreren.
In Nederland en België trekken vooral vogels uit Noord-Europa, maar ook vleermuizen die in de herfst zuidwaarts trekken. Sommige soorten gebruiken daarbij speciale pleisterplaatsen om er enige uren of dagen te rusten en foerageren. In de lente vindt de terugreis plaats.
Echte doortrekkers in Nederland zijn:
- Groenpootruiter
- Bosruiter
- Beflijster
- Kleine vliegenvanger